# Centrale électrique de Yazd
La centrale électrique de Yazd est une centrale à cycle combiné solaire intégré électrique située près de Yazd, en Iran. Elle est opérationnelle depuis 2009. C'est la première centrale à cycle combiné utilisant l'énergie solaire et le gaz naturel. La centrale a une puissance nominale de 467 MW et utilise l'énergie solaire pour augmenter sa production de vapeur en concentrant l'énergie solaire,,.
Au début 2010, la centrale à cycle combiné de Yazd était parmi les huit plus grandes centrales solaires au monde.

### Sources
- (en) Cet article est partiellement ou en totalité issu de l’article de Wikipédia en anglais intitulé « Yazd integrated solar combined cycle power station » (voir la liste des auteurs).